# Bulbophyllum intertextum
Espèce
Synonymes
- Bulbophyllum amauryae Rendle[1]
- Bulbophyllum intertextum var. parvilabium G.Will.[1]
- Bulbophyllum pertenue Kraenzl.[1]
- Bulbophyllum quintasii Rolfe[1]
- Bulbophyllum seychellarum Rchb.f.[1]
- Bulbophyllum triaristellum Kraenzl. & Schltr.[1]
- Bulbophyllum usambarae Kraenzl.[1]
- Bulbophyllum viride Rolfe[1]
- Phyllorchis intertexta (Lindl.) Kuntze[1]
- Phyllorchis seychellarum (Rchb. f.) Kuntze[1]
- Phyllorkis intertexta (Lindl.) Kuntze[1]
- Phyllorkis seychellarum (Rchb.f.) Kuntze[1]

 Bulbophyllum intertextum est une espèce de plantes à fleurs de la famille des Orchidaceae (les Orchidées) et et du genre Bulbophyllum, présente dans de nombreux pays d'Afrique tropicale.

## Liste des variétés
Selon Tropicos (22 décembre 2018) :
- variété Bulbophyllum intertextum var. parvilabium G.Will.